# ラリー・スコット (ボディビルダー)
ラリー・ディー・スコット (Larry Dee Scott, 1938年10月12日 - 2014年3月8日) は、アメリカ合衆国のボディビルダー。1965年と1966年の2度に渡ってミスター・オリンピアで優勝した。

## 生い立ち
スコットは1938年10月12日にアメリカ合衆国アイダホ州ブラックフットにおいて、技師であったウェイン・スコットとテア・スコットの間に生まれた。彼は5人兄弟の2人目だった。彼が生まれてしばらくしてから一家は同じくアイダホ州のポカテッロに引っ越した。16歳のとき、ミスター・アメリカかつミスター・ユニバースであったジョージ・アイファーマンが彼の学校を訪れた。彼はこれを機にトレーニングを始めた。その時の彼の身長は5フィート8インチ、体重は120ポンドだった。高校卒業後にはアイダホ州立大学に進学したが、熱心な学生ではなかった。

## ボディビルダーとしての経歴
1959年、彼が21歳のとき、彼はミスター・アイダホに初出場し、優勝した。その後、彼はロサンゼルスに引っ越した。彼は電気工学を学びながらヴィンス・ジロンダが経営するジムでトレーニングを行った。
1960年、彼はミスター・カリフォルニアで優勝し、1961年にはミスター・パシフィックコーストで優勝した。1963年にはミスター・ユニバースに挑戦し、ミディアムでは1位となったものの、総合ではハロルド・プールに敗れて2位となった。翌年の1964年に彼は再びミスター・ユニバースに挑戦し、優勝した。また、同年には映画『Muscle Beach Party』に出演した。
1965年にはジョー・ウィダーが創始した第1回ミスター・オリンピアに出場し、ハロルド・プールとアール・メイナードを破って優勝した。その翌年に行われた第2回ミスター・オリンピアにおいてもデイブ・ドレイパーとセルジオ・オリバを破って彼が優勝し、2連覇を果たした。スコットはこの2連覇を機にコンテストからの引退を表明した。

## 引退後
引退後、彼はロサンゼルスでレイチェル・イチカワと結婚した。その後、彼はジムを経営し、トレーニング器具やサプリメントなどを販売するビジネスを始めた。
1978年、彼はアーノルド・シュワルツェネッガーに招待されてその年のミスター・オリンピアでポージングを行った。その翌年には彼はカナダで行われたコンテストに出場して9位となった。彼はその翌年に行われたコンテストにも出場し、それが彼の最後のコンテスト出場となった。
2014年3月8日、スコットはアルツハイマー病の合併症によってソルトレイクシティにおいて75歳で死去した。

## 影響
初代ミスター・オリンピアであるスコットは「レジェンド (The Legend)」とも呼ばれる。彼が好んで行っていた、台を用いて行うプリーチャー・カールは、彼になぞられてスコット・カールと呼ばれるようになった。

## 人物
スコットはロサンゼルスで出会った女性レイチェル・イチカワ (Rachel Ichikawa) と1966年に結婚し、1人の娘と4人の息子をもうけた。しかし息子のひとりであるネイサン (Nethan) は1992年にバイク事故で死去し、その翌年にはもうひとりの息子マイケル (Michael) が死去した。また、スコットはモルモン教徒であった。